# ایردراپ
ایردراپ (به انگلیسی: AirDrop) یکی از شبکه‌های بی‌سیم موردی (ad hoc servic) اختصاصی در سیستم‌عامل‌های iOS و macOS متعلق به شرکت اپل است. این سرویس که در نسخه‌های iOS7 و Mac OS X Lion (Mac OS X 10.7)معرفی شده است می‌تواند فایل‌ها را بین رایانه‌های مکینتاش و دستگاه‌های آی‌اواس از فاصله نزدیک و به صورت بی‌سیم با استفاده از آدرس‌های IPv6 مرتبط کند.

## محدودیت‌های سیستم

### انتقال بین دو دستگاه آی‌اواس
اجرا روی آی‌اواس ۷ یا جدیدتر:
- آیفون ۵ یا جدیدتر
- آی‌پد (نسل ۴) یا جدیدتر
- آی‌پد ایر (نسل اول) : همه مدل ها
- آی‌پد پرو : همه مدل ها
- آی‌پد مینی : همه مدل ها
- آی‌پاد تاچ (نسل پنجم) یا جدیدتر

### انتقال بین دو کامپیوتر مک
فعال روی Mac OS X Lion (10.7) یا جدیدتر:
- مک‌بوک پرو : ۲۰۰۸ یا جدیدتر، به استثنای نسخه ۲۰۰۸ ۱۷ اینچی
- مک‌بوک ایر : نسخه ۲۰۱۰ یا جدیدتر
- مک‌بوک آلومینیوم : ۲۰۰۸
- مک‌بوک و آی‌مک : اوایل ۲۰۰۹ یا جدیدتر
- مک‌مینی : اواسط ۲۰۱۰ یا جدیدتر
- مک‌پرو : اوایل ۲۰۰۹ با کارت AirPort Extreme یا اواسط سال ۲۰۱۰ یا جدیدتر

### انتقال بین مک و دستگاه آی‌اواس
برای انتقال فایل‌ها بین Mac و iPhone، iPad یا iPod touch، حداقل شرایط زیر باید رعایت شود: همه دستگاه‌های iOS دارای AirDrop با آی‌اواس ۸ یا جدیدتر پشتیبانی شوند:
OS X Yosemite (10.10) یا جدیدتر:
- مک بوک ایر : اواسط سال ۲۰۱۲ یا جدیدتر
- مک بوک (رتینا) : همه مدل ها
- مک بوک پرو : اواسط سال ۲۰۱۲ یا جدیدتر
- آی‌مک : اواخر ۲۰۱۲ یا جدیدتر
- iMac Pro : همه مدل ها
- مک مینی : اواخر ۲۰۱۲ یا جدیدتر
- مک پرو : اواخر ۲۰۱۳ یا جدیدتر

بلوتوث و وای‌فای باید برای هر دو دستگاه مک و آی‌اواس روشن باشد. (هر دو دستگاه نیازی به اتصال به یک شبکه Wi-Fi ندارند. )